# 北高岩站
北高岩站（日语：／ Kita-takaiwa eki */?）是屬於青森鐵道青森鐵道線的鐵路車站，位於青森縣八戶市。本站座落在八戶市和南部町的交界邊沿，其外圍則被東北新幹線的架空路段跨越。由於附近的民居十分疏落，因此每日平均乘客人數都十分少，2009年的平均乘客人數只有40人，到了2012年更跌至只有22人。因此本站早於1980年代便已改為無人站，並由八戶站負責管理。

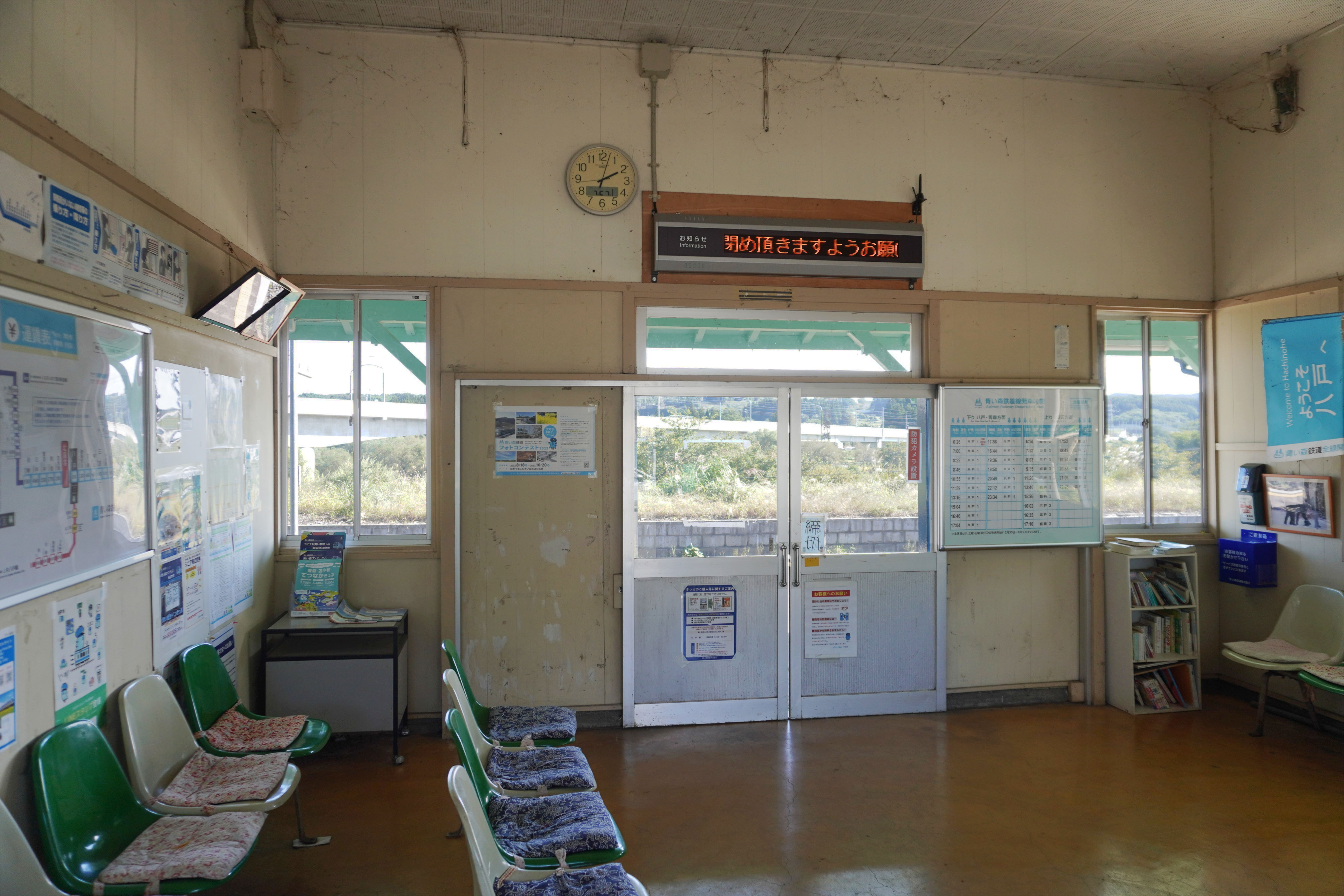
車站內部（2023年9月）

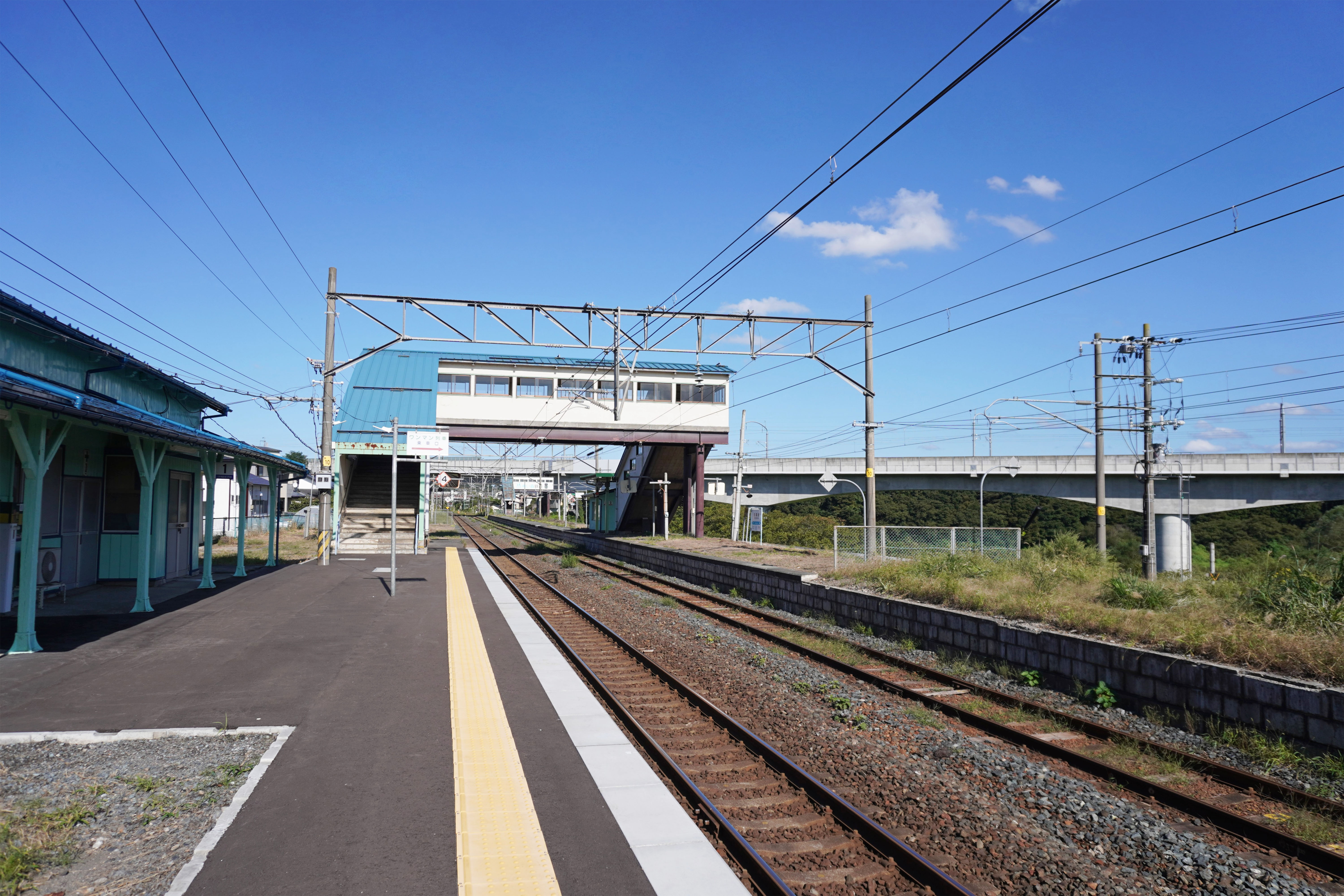
月台（2023年9月）

## 車站結構

### 站房
本站為木製的單層小型站房，右側為正門、設有座椅的候車大堂及已停止使用的第2代簡易式票務室及服務櫃位，並能直通至無人閘口；左側為原來的站務室，現時用作儲物室，而站內的入口亦早已被圍板完全封閉，並利用部份牆身作安置自動售票機之用。洗手間位於站房最外側，並需由月台內進入。

### 月台配置
站內設有側式月台及島式月台各1個，主要使用站房旁的側式月台及島式月台外側的2個，島式內側的月台主要用作貨物列車避車時使用，鮮少用作乘客乘降之用。月台長度達8輛，但現時各方向最前端的2輛長度均已被欄杆所分隔；另外島式月台向八戶方向的最末端另外設有蓋行人天橋，可作為另一個出入口，連接至車站外圍。
月台間以有蓋行人天橋連接，並且為全為露天配置。島式月台上則另設一座有蓋的候車小屋。
| 月台 | 路線         | 方向         | 目的地         |
| ---- | ------------ | ------------ | -------------- |
| 1    | ■青森鐵道線  | 下行         | 八戶、青森方向 |
| 2    | （預留月台） | （預留月台） | （預留月台）   |
| 3    | ■青森鐵道線  | 上行         | 三戶、盛岡方向 |

※2號月台為待避線，但截至2014年3月沒有定期列車到發。

## 歷史
- 1923年8月10日：日本國鐵北高岩站開業。
- 1962年4月1日：貨物提取服務取消。
- 1980年5月1日：無人化。
- 1987年4月1日：國鐵分割民營化，本站由JR東日本繼承經營。
- 2002年12月1日：因東北新幹線延長至八戶，本站改由青森鐵路管理。

## 使用狀況
根據《八戶市統計書》，以下是本站每年度日均使用人數：
| 乘車人次變化 | 乘車人次變化     | 乘車人次變化 |
| 年度         | 1日平均 乘車人次 | 參考資料     |
| ------------ | ---------------- | ------------ |
| 2013         | 23               |              |
| 2014         | 18               |              |
| 2015         | 17               |              |
| 2016         | 15               |              |
| 2017         |                  |              |
| 2018         | 16               |              |
| 2019         | 11               |              |
| 2020         | 9                | [ 統計 1 ]   |
| 2021         | 11               | [ 統計 2 ]   |
| 2022         | 10               | [ 統計 3 ]   |
| 2023         | 10               | [ 統計 4 ]   |

## 相鄰車站
青森鐵道
■青森鐵道線
苫米地－北高岩－八戶

### 統計資料
1. ↑  100.市内各駅の利用状況，八戶市統計年鑑（令和4年版）
2. ↑  100.市内各駅の利用状況，八戶市統計年鑑（令和5年版）
3. ↑  100.市内各駅の利用状況，八戶市統計年鑑（令和6年版）
4. ↑  100.市内各駅の利用状況 （页面存档备份，存于），八戶市統計年鑑（令和7年版）

## 外部連結
- 青森鐵道北高岩站（页面存档备份，存于）（日語）
- JR東日本時代的北高岩站。（日語）